# Liste der denkmalgeschützten Objekte in Klaffer am Hochficht
Die Liste der denkmalgeschützten Objekte in Klaffer am Hochficht enthält die 4 denkmalgeschützten, unbeweglichen Objekte der Gemeinde Klaffer am Hochficht in Oberösterreich (Bezirk Rohrbach).

## Denkmäler
| Foto |                 | Denkmal                                                               | Standort                                          | Beschreibung | Metadaten |
| ---- | --------------- | --------------------------------------------------------------------- | ------------------------------------------------- | --- | --- |
| ja   | Datei hochladen | Kath. Pfarrkirche Mariae Himmelfahrt HERIS-ID: 18351 Objekt-ID: 14645 | bei Am Kräutergarten 1 Standort KG: Klaffer       | Die Pfarrkirche Mariae Himmelfahrt geht auf eine Messkapelle zurück, die zwischen 1885 und 1890 errichtet wurde. Der heutige Saalbau mit Satteldach und eingezogenem Chor mit 3/8-Schluss und Walmdach entstand zwischen 1949 und 1955 nach Plänen von Hans Foschum. Die Kirche umfasst zudem einen mächtigen Turm mit Zwiebeldach. | BDA-Hist.: Q23815675 Status: § 2a Stand der BDA-Liste: 2025-06-30 Name: Kath. Pfarrkirche Mariae Himmelfahrt GstNr.: 5073/2 Mary Assumption parish church (Klaffer) |
| ja   | Datei hochladen | Bildstock HERIS-ID: 18352 Objekt-ID: 14646                            | gegenüber Am Kräutergarten 1 Standort KG: Klaffer | Die Tabernakelsäule bzw. Pestsäule ist mit der Jahreszahl 1670 bezeichnet. | BDA-Hist.: Q37844416 Status: § 2a Stand der BDA-Liste: 2025-06-30 Name: Bildstock GstNr.: 5062 Bildstock Klaffer am Hochficht                                       |
| ja   | Datei hochladen | Forst-/Jagdhaus HERIS-ID: 18354 Objekt-ID: 14648                      | Holzschlag 2 Standort KG: Klaffer                 | Das Forsthaus Holzschlag wurde zwischen der Mitte und dem dritten Viertel des 19. Jahrhunderts über älterem Kern als zweigeschoßiger Bau mit einem Satteldach vom Stift Schlägl errichtet. | BDA-Hist.: Q37844427 Status: § 2a Stand der BDA-Liste: 2025-06-30 Name: Forst-/Jagdhaus GstNr.: .147 Forsthaus Holzschlag                                           |
| ja   | Datei hochladen | Kapelle HERIS-ID: 18350 Objekt-ID: 14644                              | Holzschlag 2, in der Nähe Standort KG: Klaffer    | Die Giebelkapelle in Holzschlag wurde zwischen 1876 und 1877 im historistischen Stil errichtet. Sie verfügt über eine Apsis mit Satteldach sowie einen Giebelreiter mit Glockengeschoß und Spitzhelm. | BDA-Hist.: Q37844396 Status: § 2a Stand der BDA-Liste: 2025-06-30 Name: Kapelle GstNr.: .146 Holzschlag Chapel                                                      |